# Yume Mita Ato de
«Yume Mita Ato de» (夢みたあとで?) es el sencillo n.º 10 de la banda japonesa GARNET CROW.

## Detalles
Después de los temas "Mysterious Eyes" y "Natsu no Maboroshi", éste se convierte en el tercer tema perteneciente a la banda sonora del anime del Detective Conan. Se convierte en el primer sencillo de la banda que logra penetrar en el Top 10 de las listas de sencillos de Oricon, con ventas que por poco alcanzan las ventas superiores a 100 mil unidades vendidas. De hecho, es el sencillo de la banda con mejores ventas hasta el día de hoy, considerado su mayor éxito. Debido al éxito alcanzado por el sencillo, GARNET CROW se presenta por primera vez en la televisión japonesa en programas como "Music Factory" y "Music Station".
La composición del tema, obra de Yuri Nakamura, ya existía desde antes del debut de GARNET CROW, pero aún no tenía letras. Inicialmente el lanzamiento del sencillo había sido pospuesto desde marzo, hasta abril del 2002, pero posteriormente fue lanzado en la misma fecha que inicialmente estaba programado.
El remix incluido en el sencillo, hecho por DJ Gomi, tiene un final en las letras algo distinto de la original. Esto se debe a que fue remezclada una grabación distinta a la que originalmente fue utilizada para la versión normal, algo que suele ocurrir con los remixes.

## Canciones
1. «Yume Mita Ato de» (夢みたあとで?)
2. «Koufuku na Pet» (幸福なペット?)
3. «Yume Mita Ato de» (夢みたあとで?)
4. «Yume Mita Ato de» (夢みたあとで?)

- Datos: Q844740